# Paul Duboc
Paul Duboc, né le 2 avril 1884 à Rouen et mort le 19 août 1941 à Paris 10e, est un coureur cycliste français.

## Biographie
En 1905-1906, Paul Duboc effectue son service militaire au 39e régiment d'infanterie.
Surnommé « La Pomme », il est cycliste professionnel de 1907 à 1927 après avoir été menuisier. Il remporte le tour de Belgique en 1909.
Dans la 10e étape Luchon-Bayonne du Tour de France 1911, alors qu'il est leader au classement général, il est victime d'une intoxication alimentaire qui permet à Gustave Garrigou de gagner le Tour. En fait il avait bu un breuvage fourni par François Lafourcade qui commerçait alors du "doping". De nos jours on parle de produits dopants.
Mobilisé pendant la Première Guerre mondiale en 1915, il est blessé par une balle à l'œil droit le 27 juillet 1915 et aux deux jambes par un éclat d'obus le 17 mars 1917. 
Il vient habiter Versailles puis Paris en 1919, Lens en 1922, puis Paris à partir de 1924. Il se marie en 1926 à Paris 17e avec Ambroisine Privat, dont il divorce en 1938. Il meurt des suites d'un accident du travail.
Depuis 2008, une rue de Rouen porte son nom.

## Palmarès
- 1907
  - Paris-Rugles
  - 2e de Paris-Le Havre
- 1908
  - 2e de Paris-Beaugency
  - 10e de Paris-Bruxelles
- 1909
  - Tour de Belgique :
    - Classement général
    - 3e étape

  - 13e étape du Tour de France
  - 4e du Tour de France
  - 10e de Paris-Roubaix
- 1910
  - 10e de Paris-Bruxelles
- 1911
  - 8e, 9e, 11e et 14e étapes du Tour de France
  - 2e du Tour de France
- 1918
  - 6e de Paris-Tours

## Résultats sur les grands tours

### Tour de France
10 participations
- 1908 : 11e du classement général
- 1909 : 4e du classement général et vainqueur d’une étape
- 1911 : 2e du classement général et vainqueur de quatre étapes
- 1912 : abandon (4e étape)[5]
- 1913 : abandon (4e étape)
- 1914 : 31e du classement général
- 1919 : mis hors course après l’arrivée de la dernière étape pour avoir été aidé par un automobiliste
- 1923 : 18e du classement général
- 1926 : 27e du classement général
- 1927 : abandon (1re étape)

### Tour d'Italie
1 participation 
- 1914 : abandon